# Шандор Пейч
Шандор Пейч (угор. Peics Sándor, 10 жовтня 1899, Печ — 20 березня 1965) — угорський футболіст, що грав на позиції півзахисника. Відомий виступами, зокрема, за клуб «Уйпешт», а також національну збірну Угорщини. Після завершення ігрової кар'єри — футбольний тренер.

## Клубна кар'єра
У складі «Уйпешт» дебютував у сезоні 1921–1922, перейшовши з команди МСК «Печ», і грав до завершення сезону 1924–1925. Грав у півзахисті команди разом з Ференцом Келеченьї і Белою Баубахом. 
З командою ставав срібним призером Чемпіонату Угорщини і двічі бронзовим призером. Фіналіст Кубка Угорщини 1922 року, коли «Уйпешт» у вирішальному матчі поступився «Ференцварошу» з рахунком 0:1 і 1923 року, хоча цього разу у фіналі не грав.
Загалом у складі «Уйпешта» зіграв у чемпіонаті 65 матчів і забив 1 гол.
Далі виступав у складі італійської команди «Верона».

## Виступи за збірну
24 вересня 1922 року зіграв свій єдиний офіційний матч у складі національної збірної Угорщини в грі проти збірної Австрії (2:2).

## Тренерська кар'єра
Перший час працював тренером в основному італійських команд. Серед яких: «Прато», «Козенца», «Церіньола», «Верона», «Перуджа», «Ріміні».
В середині 40-х років перебрався до Португалії. Працював у багатьох клубах цієї країни, зокрема, і у таких командах, як «Белененсеш» і «Спортінг». З «Белененсешем» двічі ставав бронзовим призером національного чемпіонату у 1944 і 1945 роках і залишив клуб якраз перед чемпіонським сезоном 1946 року. Зі «Спортінгом» у 1950 році став срібним призером першості. 
Останнім місцем роботи Шандора Пейча був клуб «Пенафієл».

## Досягнення
- Срібний призер Чемпіонату Угорщини: (1)

«Уйпешт»: 1922–1923
- Бронзовий призер Чемпіонату Угорщини: (2)

«Уйпешт»: 1921–1922, 1923–1924
- Фіналіст Кубка Угорщини: (2)

«Уйпешт»: 1922, 1923

### Статистика виступів за збірну
| Дата       | Місто  | Господарі | Результат | Гості    | Турнір           | Голи | Примітки |
| ---------- | ------ | --------- | --------- | -------- | ---------------- | ---- | -------- |
| 24/09/1922 | Відень | Австрія   | 2 – 2     | Угорщина | товариський матч | -    |          |
| Усього     |        | Матчів    | 1         |          | Голів            | 0    |          |